# Mariä Himmelfahrt (Böhmischbruck)

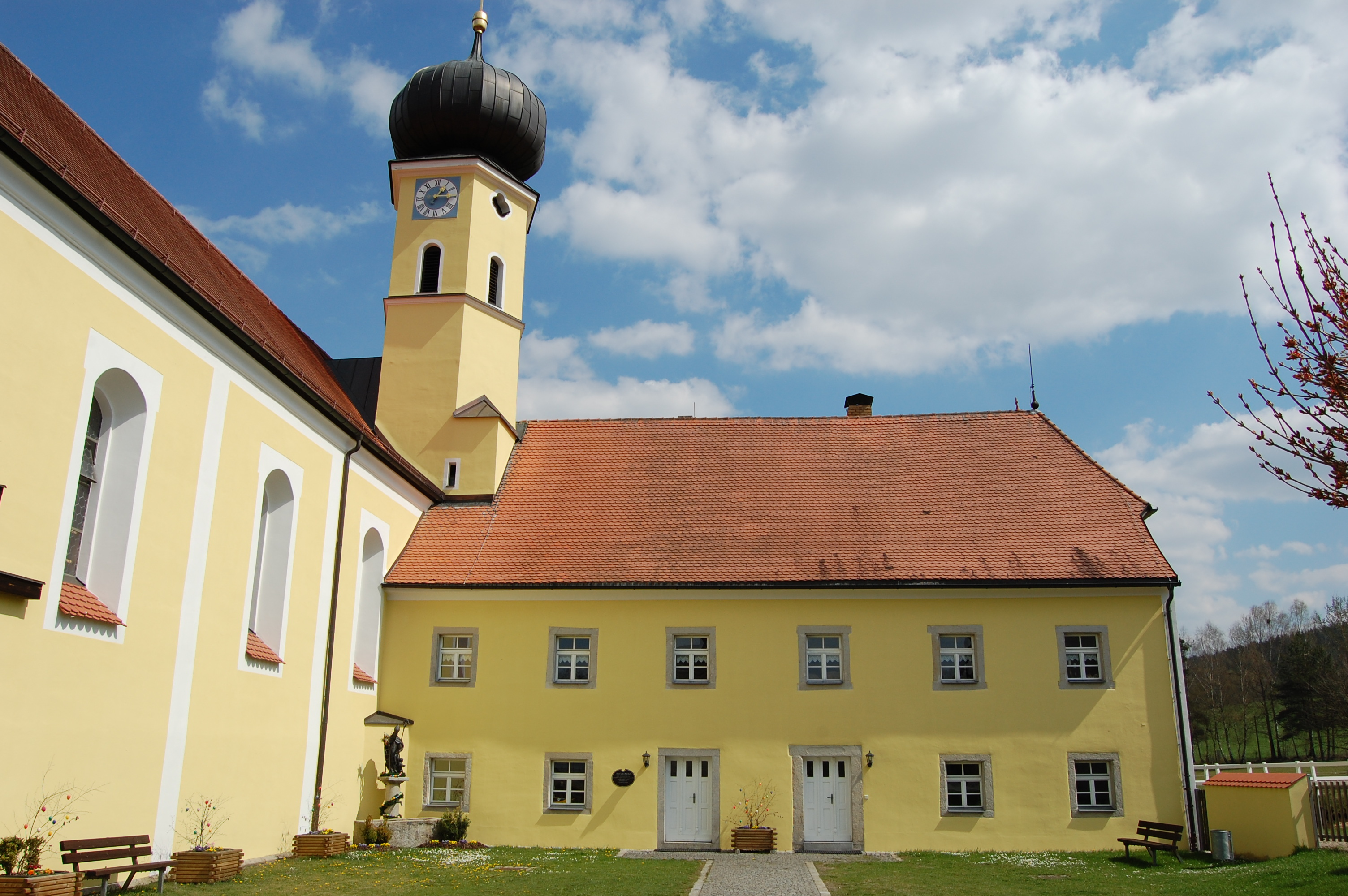
Pfarrkirche und Pfarrhof von Böhmischbruck

Die römisch-katholische Pfarrkirche Mariä Himmelfahrt liegt im Ort Böhmischbruck, der heute zu der oberpfälzischen Stadt Vohenstrauß gehört. Sie steht in der Propsteistraße 13.

## Geschichte
Die Gründung der Kirche hängt eng mit dem in diesem Ort liegenden und von Beginen und Begarden betriebenen Spital zusammen, mit dem Reisende auf der Goldenen Straße betreut wurden; das Spital ist seit 1251 bezeugt. Ebenso ist ein enger Zusammenhang mit der Schaffung der Propstei Böhmischbruck gegeben. Der Dominikaner Ernst, Bischof von Pomesanien (Prutinensis), hat am 1. Januar 1251 allen, welche den Meister und die Brüder von Böhmischbruck bei dem Bau der Marienkirche unterstützten, einen Ablass von 40 und von 100 Tagen zugesichert. Ebenso gewährte Papst Alexander IV. dem Rektor der Kirche von Böhmischbruck einen Ablass von 40 Tagen für die Besucher der Kirche an bestimmten Feiertagen. Um den 11. Mai 1259 konnte die Marienkirche eingeweiht werden. Diese war anfangs eine Filialkirche der Pfarrei Moosbach. Die Erhebung zu einer eigenen Pfarrei erfolgte nach 1299, nachdem das Predium Böhmischbruck an das Kloster St. Emmeram in Regensburg gekommen war. Ab dieser Zeit bis zur Säkularisation wurde die Pfarrei Böhmischbruck von Benediktinermönchen des Klosters versorgt. Bereits im ältesten Pfarreiverzeichnis der Diözese Regensburg von 1326 erscheint Böhmischbruck als eigene Pfarrei. 1480 wurde die Pfarrei Böhmischbruck dem Kloster St. Emmeram inkorporiert.
Während der Hussitenkriege wurde die Kirche 1423, 1427 und 1431 überfallen und geplündert. Zudem wurden am 5. Mai 1552 Kirche und Pfarrhof durch einen Brand weitgehend zerstört. Bereits 1542 war die Bevölkerung calvinistisch geworden, da der Ort damals zur Kurpfalz gehörte. Der Wiederaufbau scheint sich verzögert zu haben, denn noch 1577 ersuchte der kalvinistische Propst Johann Otto um die Genehmigung zum Kirchenbau. 1629 wurde die Rekatholisierung durchgeführt.
1782 gehörten zu der Pfarrei Böhmischbruck auch die Ortschaften Etzgersrieth, Rückersrieth, Niederland, Uchamühle, Oberwaltenrieth, Kößing, Altentreswitz, Ödpielmannsberg, Grünhammer und Linglmühle.
Da seit Juni 1984 die Pfarrei keinen eigenen Pfarrer mehr hat, wurde der Pfarrer von Vohenstrauß als Pfarradministrator eingesetzt. Heute bildet Böhmischbruck mit Vohenstrauß eine Pfarrgemeinschaft. Der letzte Pfarrer von Böhmischbruck war Prälat Johann Ascherl.

## Kirchengebäude

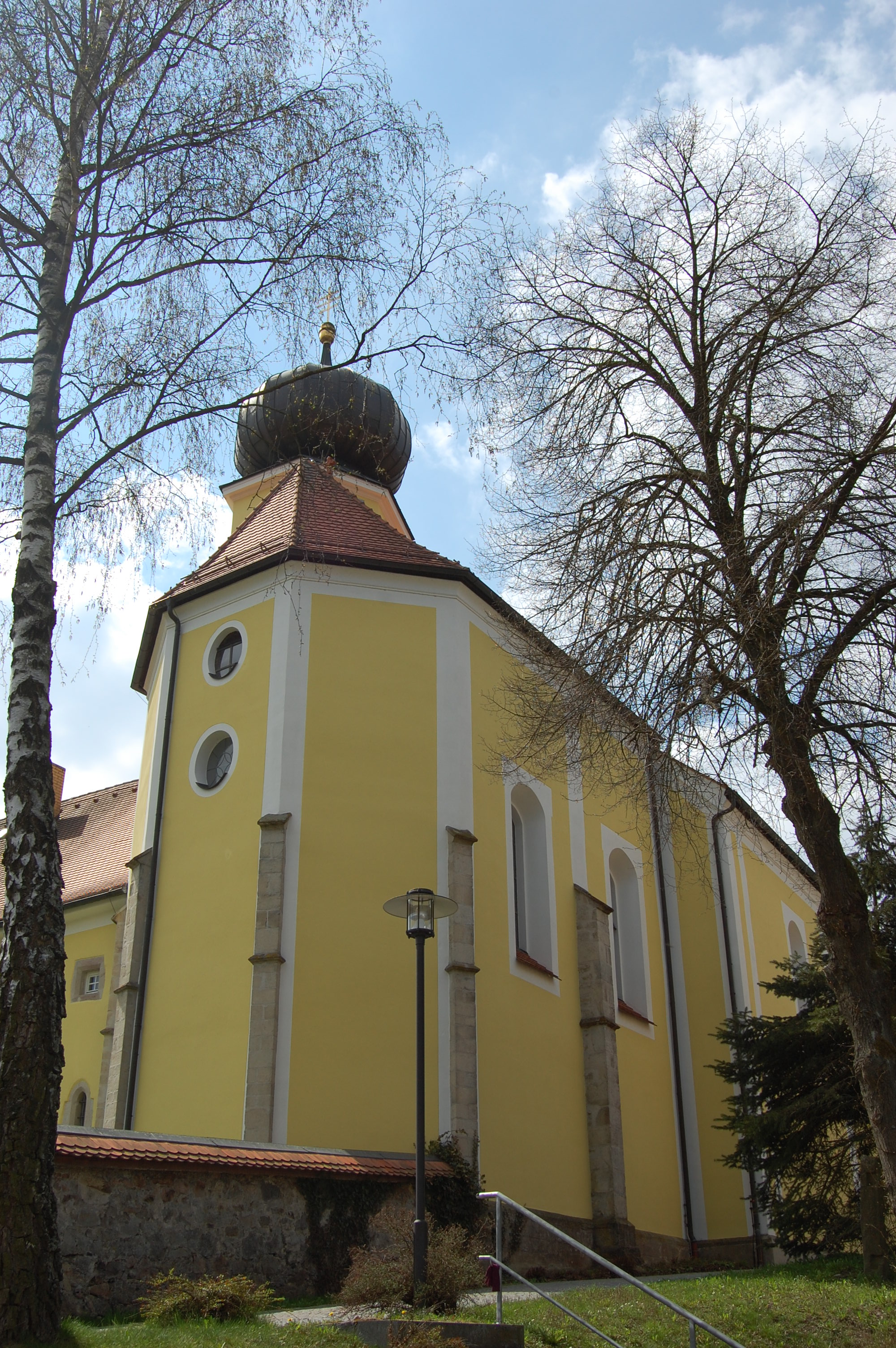
Ostseite der Kirche Mariä Himmelfahrt

Die Kirche besitzt ein Langhaus mit einem eingezogenen Chor. Die ältesten Bauteile der Kirche sind gotisch. Wenn man das Kirchengebäude von Osten her betrachtet, kann man fünf zweimal abgesetzte gotische Streben an der Außenseite des Chores erkennen. Gotisch sind auch der eingezogene Chor sowie ein Spitzbogenfenster. Die Kirche wurde während der Barockzeit 1730 und 1740 mehrmals umgestaltet.
Auf den sechseckigen Kirchturm ist 1912 eine Kuppel auf Kupferblech aufgesetzt worden, darauf steht ein Dreifachkreuz, mit dem auf die Glaubensspaltung und Wiedereinführung des katholischen Glaubens erinnert wird. 1995 wurde die Kirche außen renoviert, 1996/67 erfolgte die Innenrenovierung. Ein entdecktes gotisches Fenster im Längsschiff wurde wieder überputzt. Als Baubefund konnte gesichert werden, dass die Kirche in der Barockzeit um einen Meter höher gemacht wurde. Das Dach wurde mit Biberschwanzziegeln neu eingedeckt. Die Turmzwiebel bekam wieder eine neue Eindeckung; auch eine neue Kirchturmuhr wurde eingebaut. Kirche und Pfarrhof erhielten einen hellen gelben Anstrich. Über die ganze Breite des Eingangsbereiches wurde ein Besuchergitter angefertigt.

## Innengestaltung

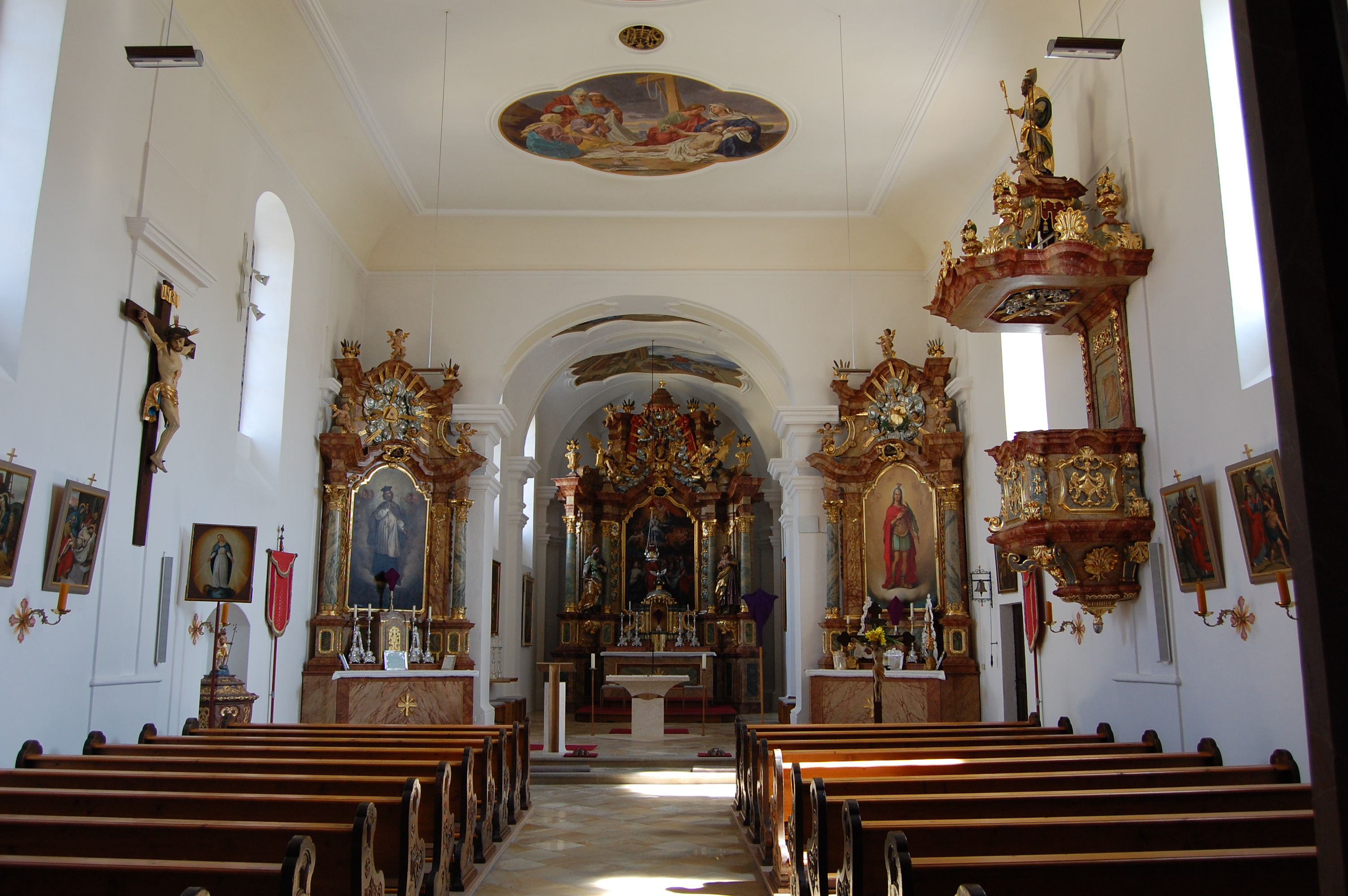
Innenraum der Kirche Mariä Himmelfahrt

Der Hochaltar mit vier Säulen und Pilastern stammt aus dem frühen Rokoko (1730–1740). Das Altarbild zeigt das Patrozinium der Kirche, die Aufnahme Mariens in den Himmel (Mariä Himmelfahrt). Zehn Medaillons mit Motiven aus dem Hohen Lied und den biblischen Weisheitsbüchern umrahmen das Bild. Im Auszug findet sich eine Maria mit dem Kind, ebenfalls aus dem frühen 18. Jahrhundert.
Der linke Nebenaltar zeigt das Bildnis des Hl. Nepomuk. Als Besonderheit weist er statt der üblichen fünf Sterne sieben auf. Der rechte Nebenaltar zeigt den Hl. Sebastian.
Die barocke Kanzel weist filigrane und mit Blattgold gefasste Schnitzereien auf. Auf dem Schalldeckel steht der Regensburger Bischof und Märtyrer St. Emmeram. Die Kanzel wurde 1998 renoviert.
Auf der linken Kirchenseite findet sich ebenfalls der Taufstein, der zwischen 1740/1750 entstanden ist. Er erinnert mit seinen zwei Halbkugeln an ein romanisches Taufbecken. Auf dem oberen Becken ist die Taufe Christi durch Johannes dargestellt.
Auf den Seitenwänden der Kirche sind 14 Kreuzwegstationen angebracht. Die Kirche ist auch mit einer Vielzahl an Putten („Kinder ohne Altar“) ausgestaltet.

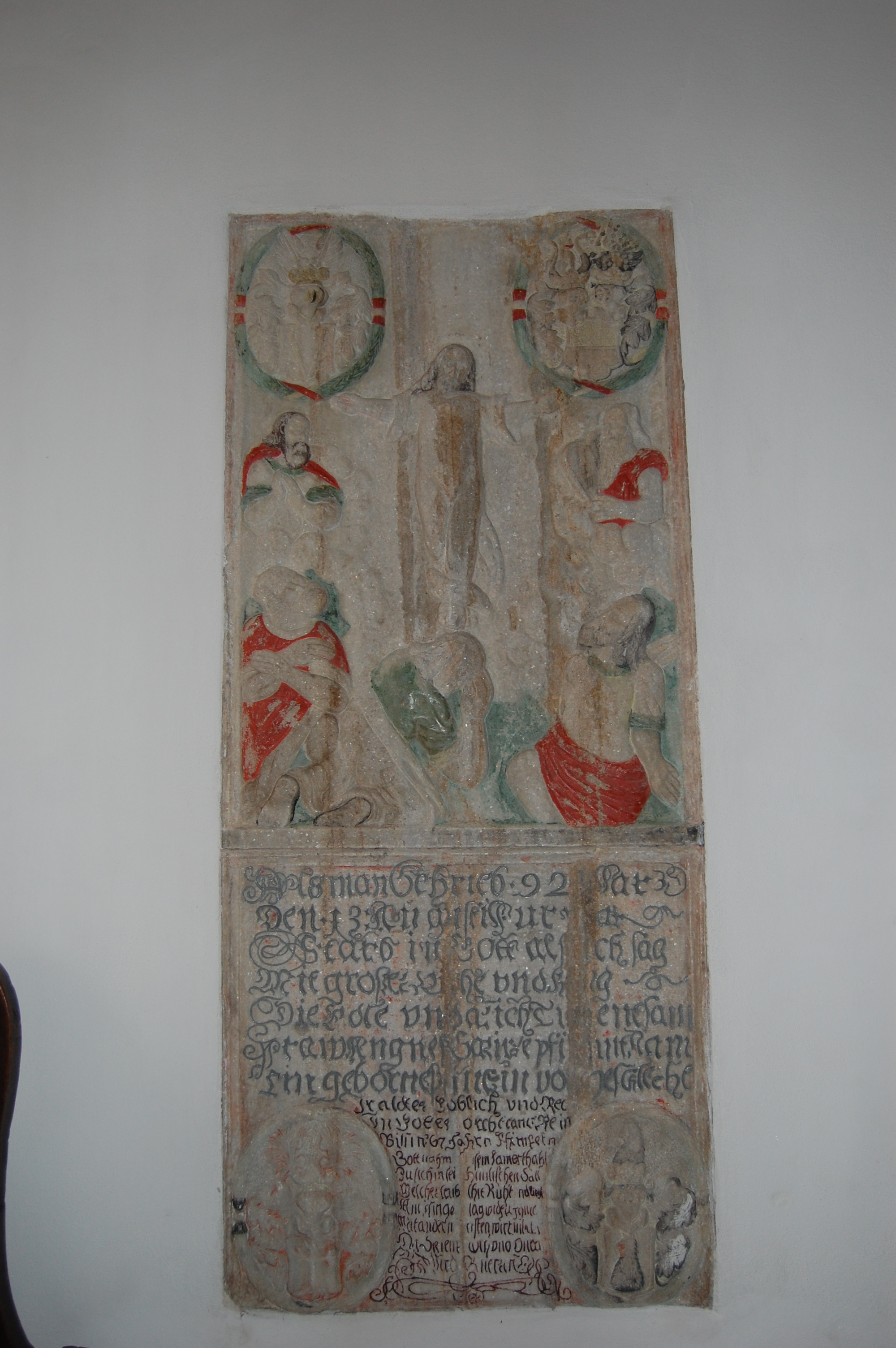
Epitaph der Agnes Saurzapf

Auf der linken Wandseite ist ein Epitaph aus Quarzgestein der Agnes Sauerzapf aus der Altentreswitzer Linie von 1592 mit der Verklärung Christi als Symbol für die Auferstehung. Reste der früheren Bemalung sind noch erhalten.
Die Deckenbilder stellen biblischen Berichte der Verkündigung und der Heimsuchung dar. Die Bilder des Chorraumes (z. B. Fahne des Kriegervereins, Hütermädchen mit Gänseherde) stammen aus der Zeit um 1919 und wurden von dem Maler Leonhard Thoma gemalt.
In der Sakristei war ein gotisches Kreuz, das nach dem Abbruch der Sakristei im Innenraum der Kirche angebracht wurde.

## Orgel

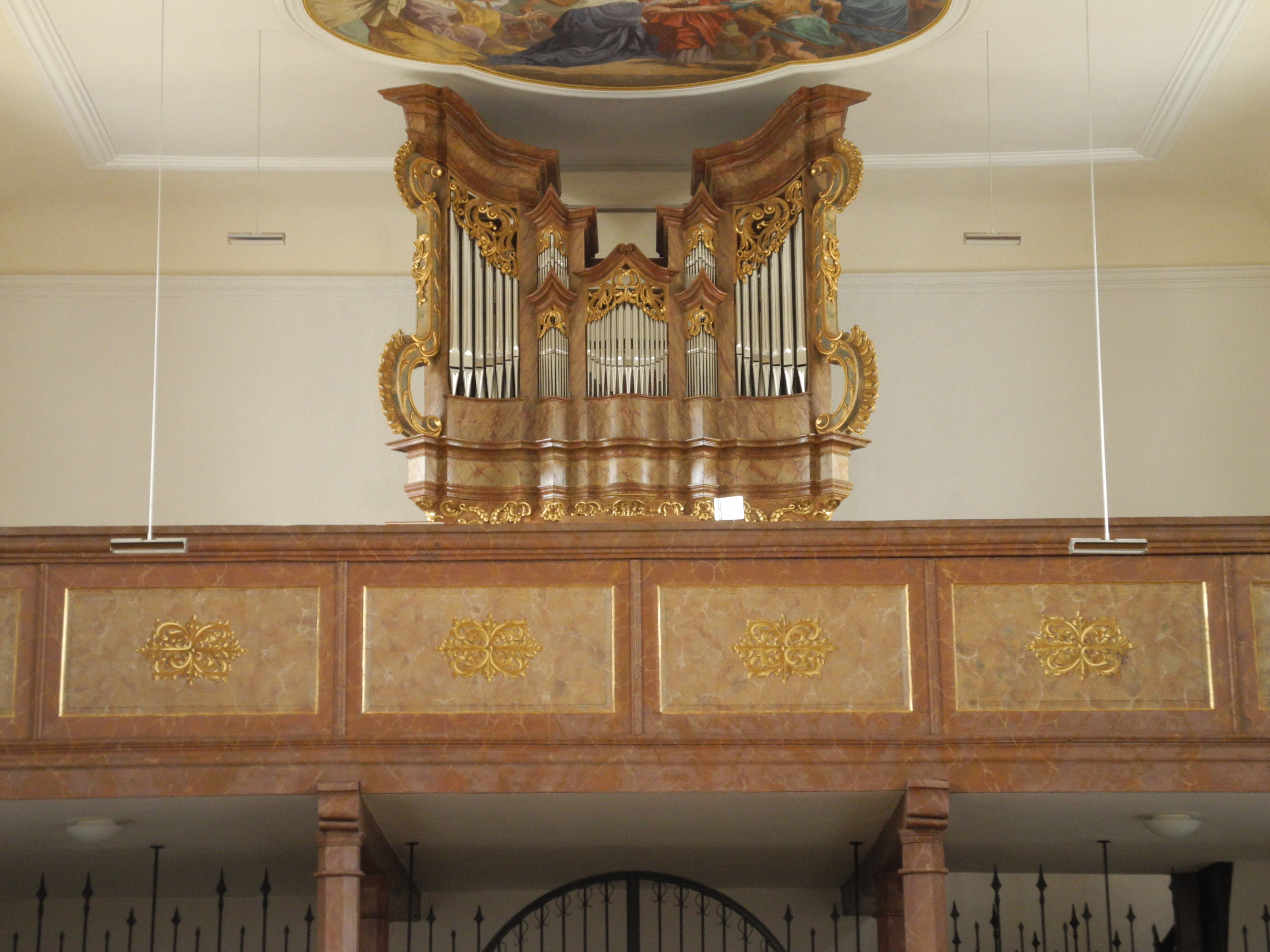
Orgel der Kirche Mariä Himmelfahrt

Das vor 1800 erbaute Orgelgehäuse zeigt die typischen Merkmale des Nabburger Orgelbaumeisters Andreas Weiß, das Orgelwerk ist nicht erhalten.
1904 wurde eine pneumatische Orgel der Orgelbaufirma Martin Binder & Sohn aus Regensburg mit neun Registern eingebaut. 2009 erfolgte unter Beratung des Orgelsachverständigen Norbert Düchtel ein Neubau durch die Firma Rudolf Kubak aus Augsburg (16/II/P, Zimbelstern), der barocke Prospekt wurde beibehalten. Die Orgel wurde am 1. Juni 2009 von Weihbischof Reinhard Pappenberger eingeweiht.

## Glocken
Während des Zweiten Weltkrieges wurden drei der ursprünglich vier Glocken im April 1943 entfernt. Eine davon konnte nach dem Krieg in einem Hamburger Hafen wiedergefunden und nach Böhmischbruck zurückgebracht werden.
Heute ist die Kirche wieder mit vier Glocken ausgestattet. Die größte wiegt 630 kg, sie wurde von der Glockengießerei Hamm in Regensburg auf den Ton fis gegossen. Sie ist dem Johannes der Täufer geweiht und trägt die Aufschrift „Bereitet den Weg des Herrn“. Die nächstgrößere wiegt 380 kg und ist auf den Ton a gestimmt. Sie wurde von der Firma Spannagl in Regensburg gegossen und durfte als einzige im Zweiten Weltkrieg hängen bleiben. Die dritte Glocke wiegt 310 kg, wurde 1950 gegossen und wurde von der Böhmischbrucker Pfarrgemeinde zum Heiligen Jahr gestiftet; sie erklingt in Gedenken an die Menschwerdung Christi. Die vierte Glocke ist die Sterbeglocke; sie wiegt 40 kg und ist auf cis gestimmt. Auch sie wurde bei der Glockengießerei Spannagl gegossen. Sie war die Glocke, die am 6. Februar 1948 vom Hamburger Glockenhafen wieder nach Böhmischbruck zurückkehrte; sie trägt das Bild des Hl. Josef mit blühender Lilie, ihre Krone wird von sechs geflügelten Seraphim gebildet.